# Avenida Doutor Enéas Carvalho de Aguiar
A Avenida Doutor Enéas Carvalho de Aguiar se situa no Jardim Paulista, na cidade de São Paulo. A via tem início na Avenida Rebouças e término na Rua Teodoro Sampaio. Nela estão localizados o complexo do Hospital das Clínicas da Faculdade de Medicina da Universidade de São Paulo (FMUSP), o Instituto do Coração - Incor, a Secretaria de Estado da Saúde de São Paulo, o IOT – Instituto de Ortopedia e Traumatologia, o Instituto da Criança (ICr), a GinecoUSP - Clínica Ginecológica funcionando no Instituto Central, a Fundação Pró-Sangue, o Centro de Estudos Otorrinolaringológicos, a Escola de Enfermagem da Universidade de São Paulo (EEUSP) e o Instituto de Medicina Tropical de São Paulo.

## História
A avenida foi aberta durante o início das obras de construção do Hospital das Clínicas por volta de 1938, para facilitar o acesso dos caminhões de materiais ao canteiro de obras do Instituto Central. Em 1943 apenas o trecho entre a Avenida Rebouças e o Instituo Central havia sido aberto ao tráfego. Inaugurada junto com o Instituto Central do Hospital das Clínicas em 19 de abril de 1944, recebeu inicialmente o nome de Avenida Adhemar de Barros.
Até o início dos anos 1970 conservou seu pavimento original de paralelepípedos. Durante as obras de construção de novas instalações recebeu nova pavimentação de asfalto em 1974. Com isso foi possível suportar o peso dos caminhões de materiais até 1981 quando foi aberto o Prédio dos Ambulatórios (PAMB). Após a abertura da estação Clínicas do metrô em 12 de setembro de 1992, a avenida recebeu um de seus acessos.

## Toponímia
Enéas de Carvalho Aguiar nasceu em Capivari, São Paulo em 16 de fevereiro de 1902. Após ter se formado em medicina na Faculdade de Medicina da Universidade Federal do Rio de Janeiro, foi nomeado inspetor de saúde pública no Sanatório de Cruzeiro em 1928. Posteriormente foi transferido para Bauru para implantar o projeto do Sanatório local, onde permaneceu até 1933. Na década de 1940 foi nomeado primeiro diretor do recém criado Hospital das Clínicas de São Paulo. Faleceu em 4 de setembro de 1958. O então prefeito Ademar de Barros resolveu rebatizar a avenida em frente ao hospital das Clínicas (que levava seu nome) com o nome de Avenida Doutor Eneas de Carvalho Aguiar através da lei municipal 5613 de 08 de junho de 1959.